# فرودگاه شهری لرنس (کانزاس)
فرودگاه شهری لرنس (کانزاس) (به انگلیسی: Lawrence Municipal Airport (Kansas)) یک فرودگاه همگانی بهره‌برداری هوایی با کد یاتا LWC است که یک باند فرود آسفالت دارد و طول باند آن ۱۷۳۷ متر است. این فرودگاه در شهر لرنس، کانزاس کشور ایالات متحده آمریکا قرار دارد و در ارتفاع ۲۵۴ متری از سطح دریا واقع شده است.